# Illosporiopsis Christiansena

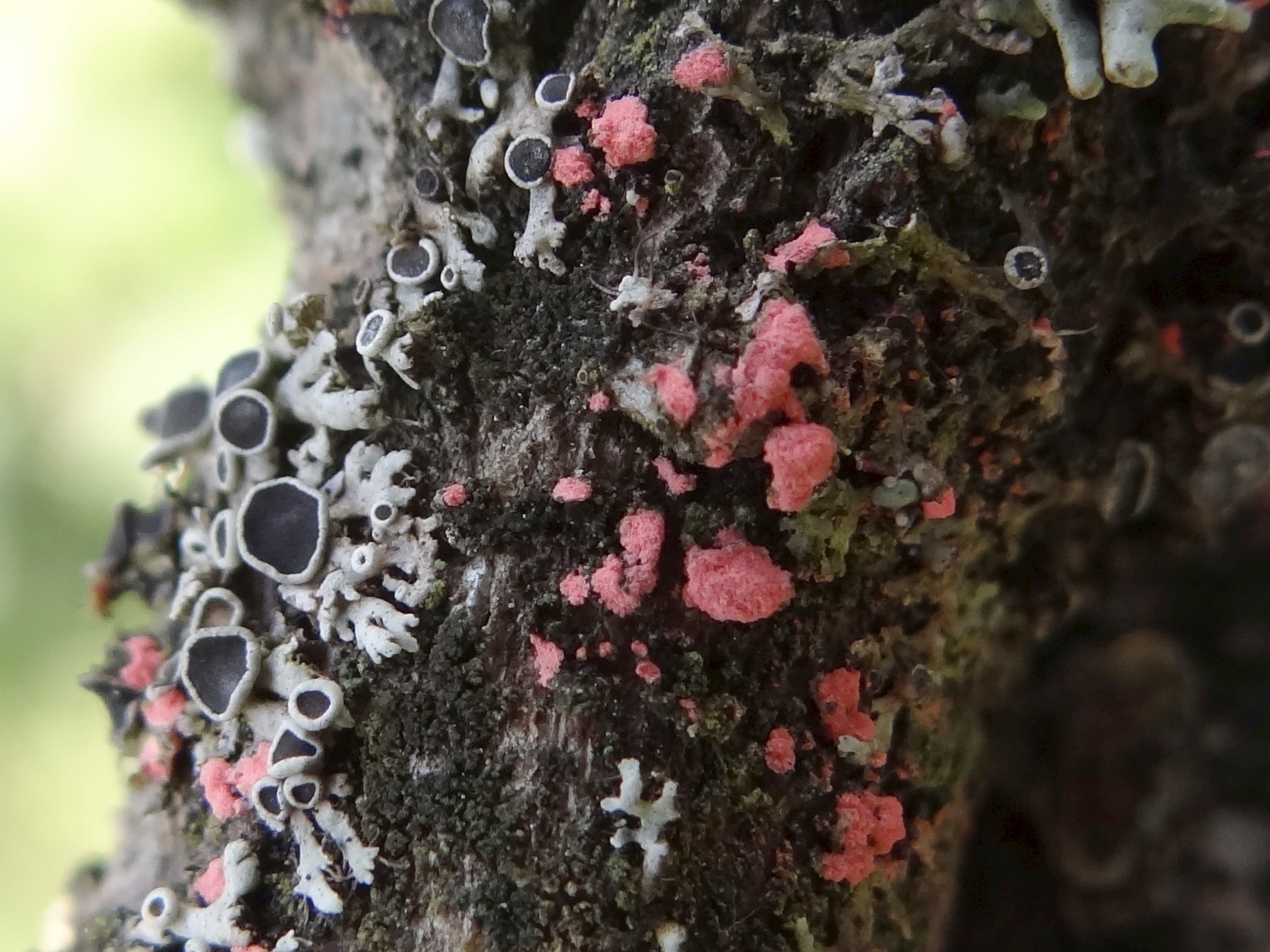
Illosporiopsis christiansenii pasożytujący na Physcia stellaris

Illosporiopsis Christiansena (Illosporiopsis christiansenii (B.L. Brady & D. Hawksw.) D. Hawksw.) – gatunek grzybów należący do rzędu rozetkowcow (Hypocreales).

## Systematyka i nazewnictwo
Pozycja w klasyfikacji według Index Fungorum: Illosporiopsis, Incertae sedis, Hypocreales, Hypocreomycetidae, Sordariomycetes, Pezizomycotina, Ascomycota, Fungi.
Po raz pierwszy zdiagnozowali go w 1986 r. B.L. Brady i David Leslie Hawksworth, nadając mu nazwę Hobsonia christiansenii. Obecną, uznaną przez Index Fungorum nazwę nadał mu w 2001 r. D.L.  Leslie Hawksworth. Synonimy:
- Hobsonia christiansenii B.L. Brady 1986
- Hobsonia christiansenii B.L. Brady & D. Hawksw. 1986[2].

## Charakterystyka
Grzyb naporostowy, pasożyt. W polskim piśmiennictwie mykologicznym podano jego występowanie na następujących porostach: Bacidina, Melanohalea exasperatula, Parmelia sulcata, Phaeophyscia orbicularis, Physcia adscendens, Physcia stellaris, Physcia tenella, Xanthoria parietina oraz na innych, niezidentyfikowanych porostach. Rozwija się zarówno na ich plesze, jak i na apotecjach. Na zainfekowanych porostach wytwarza miękkie, różowe sporodochia z zarodnikami.
Na porostach z rodzaju Physcia i innych występuje pozornie podobny morfologicznie gatunek Marchandiomyces corallinus (Roberge) Diederich & D. Hawksw. 1990. Należy on jednak do podstawczaków. Wytwarza znacznie bardziej solidne, jasnoróżowe koralkowate skleroty na martwych i umierających obszarach plechy gospodarza.